# Tomislavgrad
Tomislavgrad, bekend als Duvno in de tijd van de Socialistische Federale Republiek Joegoslavië, is een gemeente en stadje (circa 6000 inwoners) in het zuidwesten van Bosnië en Herzegovina. Het ligt in het Kanton 10 in de Federatie van Bosnië en Herzegovina.

## Demografie

### Gemeente
| Census | totaal | Kroaten        | Bosniakken    | Serven      | Joegoslaven | overig      |
| ------ | ------ | -------------- | ------------- | ----------- | ----------- | ----------- |
| 1991   | 30009  | 25976 (86,56%) | 3148 (10,49%) | 576 (1,91%) | 107 (0,35%) | 202 (0,69%) |
| 1981   | 30666  | 26712 (87,10%) | 2895 (9,44%)  | 671 (2,18%) | 256 (0,83%) | 132 (0,45%) |
| 1971   | 33135  | 29272 (88,34%) | 2760 (8,32%)  | 970 (2,92%) | 40 (0,12%)  | 93 (0,30%)  |

### Hoofdplaats
De plaats Tomislavgrad zelf had in 1991 5993 inwoners, waaronder:
- 67% Kroaten
- 27% Bosniakken
- 4% Serven
- 1% Joegoslaven
- 1% overig

## Geschiedenis
Er is hier al een nederzetting sinds de Romeinse Tijd, toen de stad bekendstond onder de naam Daelminium. Toen de Kroaten het gebied gingen bewonen, werd de naam veranderd in Županjac.
In 1925 werd de naam van de stad veranderd in Tomislavgrad (Tomislav's stad), ter ere van de koning Tomislav I, die er gekroond werd in ongeveer 925.
In 1945, werd het Kroatische nationalisme hard neergeslagen door de socialistische staat van Joegoslavië, wat resulteerde in nog een naamsverandering, ditmaal in Duvno. Toen Joegoslavië uit elkaar viel in 1991 werd de naam weer Tomislavgrad.

## Plaatsen in de gemeente
Baljci, Blažuj, Bogdašić, Borčani, Bukova Gora, Bukovica, Cebara, Crvenice, Ćavarov Stan, Dobrići, Donji Brišnik, Eminovo Selo, Galečić, Gornja Prisika, Gornji Brišnik, Grabovica, Jošanica, Kazaginac, Kolo, Kongora, Korita, Kovači, Krnjin, Kuk, Letka, Lipa, Liskovača, Lug, Mandino Selo, Mesihovina, Mijakovo Polje, Miljacka, Mokronoge, Mrkodol, Omerovići, Omolje, Oplećani, Pačari, Pasić, Podgaj, Prisoje, Radoši, Rašćani, Rašeljke, Raško Polje, Renići, Rošnjače, Sarajlije, Seonica, Srđani,Stepen, Stipanjići, Šuica,Tubolja, Vedašić, Vinica, Vojkovići, Vranjače, Vrilo, Zaljiće, Zaljut i Zidine